# Mogoșești-Siret
Mogoşeşti-Siret é uma comuna romena localizada no distrito de Iaşi, na região de Moldávia. A comuna possui uma área de 38.96 km² e sua população era de 4049 habitantes segundo o censo de 2007.